# Ruyi-Brücke
Die Ruyi-Brücke (如意桥; Rúyì qiáo) ist eine etwa 100 Meter lange Brücke, die in etwa 140 Meter Höhe über eine Schlucht im Lauf des Flusses Shenxianju in Taizhou China führt. Sie besteht aus drei verschiedenen Fußgängerbrücken, die wellenförmig geschwungen und teilweise mit einem Steg verbunden sind. Außerdem haben Teile der Plattformen einen Glasboden. Die Konstruktion der Brücke erinnert an das sogenannte Ruyi-Zepter, das seinem Träger Glück und Segen bringen soll.

## Entstehung
2017 begann die Planung der Brücke. Einer ihrer Ingenieure war der Stahlbauer He Yunchang, der auch am Bau des Nationalstadions Peking beteiligt war. Die Eröffnung der Brücke erfolgte im Jahr 2020.

## Trivia
Im westlichen Internet wurde die Brücke bekannt durch ein Drohnenvideo des Astronauten Chris Hadfield, das bei vielen zu Zweifeln führte, ob es die Brücke überhaupt gibt.